# Revigny-sur-Ornain
Revigny-sur-Ornain – miejscowość i gmina we Francji, w regionie Grand Est, w departamencie Moza.
Według danych na rok 1990 gminę zamieszkiwało 3528 osób, a gęstość zaludnienia wynosiła 183 osób/km² (wśród 2335 gmin Lotaryngii Revigny-sur-Ornain plasuje się na 124. miejscu pod względem liczby ludności, natomiast pod względem powierzchni na miejscu 192.).